# Elatostema euphlebium
Elatostema euphlebium es una especie de planta del género Elatostema, perteneciente a la familia Urticaceae.

## Taxonomía
Elatostema euphlebium fue descrita por Elmer Drew Merrill en 1922.

## Distribución
Se encuentra en el territorio de Filipinas.